# Щепёлкин, Алексей Васильевич
Алексей Васильевич Щепёлкин (1926—2007) — советский и российский художник и скульптор. Член Союза художников СССР (1960). Заслуженный художник РСФСР (1977).

## Биография
Родился 29 сентября 1926 года в деревне Курилово, Нейского района Костромской области.
Обучаясь в младших классах деревенской школы, А. В. Щепёлкин начал работать в колхозном хозяйстве. С 1941 года после начала Великой Отечественной войны и окончания семи классов деревенской школы, пришлось отказаться от дальнейшей учёбы и полностью заняться трудовой деятельностью. С 3 ноября 1943 года в возрасте семнадцати лет, А. В. Щепёлкин был призван в ряды Рабоче-Крестьянской Красной армии и направлен в действующую армию на фронт. Участник Великой Отечественной войны в составе  145-го запасного стрелкового полка, позже в составе 1372-го стрелкового полка 417-й стрелковой дивизии — младший сержант, командир отделения 3-го взвода 8-й роты 3-го батальона. Воевал в составе 1-го Прибалтийского фронта, в 1944 году во время боя за город Шауляй, Литовской ССР получил тяжёлое ранение. С 1944 года после прохождения лечения в госпитале,  служил в штабе 145-го запасного полка, в 1945 году был демобилизован из рядов Советской армии. За отвагу и героизм проявленные во время войны был награждён Медалью «За отвагу».
С 1945 по 1949 годы проходил обучение в Красносельском училище художественной обработки металлов в посёлке Красное-на-Волге, которое окончил с отличием. С 1949 по 1952 годы работал художником-гравёром по стали Красносельской ювелирной артели «Красный кустарь», его работа — кубок «Победа» была экспонатом на Московской республиканской выставке.
С 1952 по 1958 годы обучался на скульптурном факультете  Московского художественного института имени В. И. Сурикова. С 1958 по 1960 годы работал скульптором в художественных мастерских города Костромы, в эти же годы им была проведена первая персональная выставка станковых скульптурных произведений. С 1960 года начал работать в городе Череповце, занимаясь монументальной скульптурой, в 1961 году по этой тематике он провёл свою персональную выставку.
Наиболее значимые произведения: монументальная скульптура — «Мемориал боевой славы»,  «Памятник учителям и выпускникам Череповецкой школы № 1», «Памятник погибшим в годы Великой Отечественной войны», «Памятник маршалу Г. К. Жукову»,   «Памятник академику И. П. Бардину», скульптура «Марина» («Ассоль»); скульптура — «Сталевар В. Д. Попов», «Сталевар И. Л. Глухов», «Горновой А. И. Ольховников», «Старший горновой Н. А. Самухин» и  «Коксохим»; живописный портрет —  «Поэт В. В. Коротаев», «Художник В. А. Сергеев» и «Художник В. Н. Корбаков».
Художественные и скульптурные работы А. В. Щепёлкина  находятся во многих музеях и галереях России, в том числе в Вологодском государственном историко-архитектурном и художественном музее-заповеднике, Вологодской областной картинной галерее и Череповецком музейном объединении.
С 1960 года А. В. Щепёлкин являлся членом Союза художников СССР.
25 октября 1977 году Указом Президиума Верховного Совета РСФСР «за заслуги в области изобразительного искусства» А. В. Щепёлкину было присвоено почётное звание — Заслуженный художник РСФСР.
Скончался 1 февраля 2007 года в городе Череповце.

## Награды
- Орден Отечественной войны I степени (1985)
- Медаль «За отвагу» (26.02.1945[1])
- Медаль «За победу над Германией в Великой Отечественной войне 1941—1945 гг.»

### Звания
- Заслуженный художник РСФСР (1977[5])